# 神奈川県道734号大涌谷小涌谷線

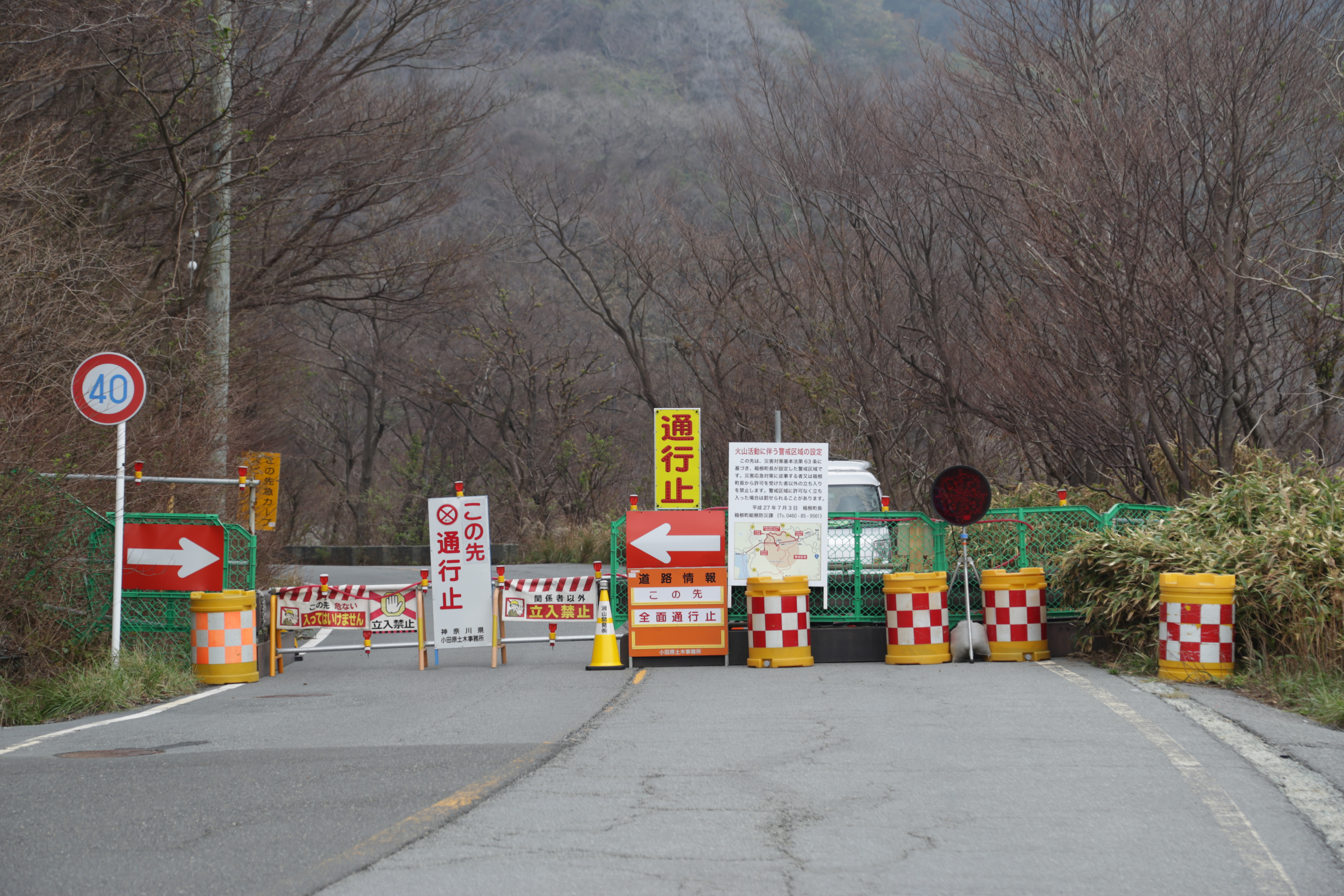
大涌谷噴火の影響で通行止めとなった県道734号線（早雲山）

神奈川県道734号大涌谷小涌谷線（かながわけんどう734ごう おおわくだにこわくだにせん）は、神奈川県足柄下郡箱根町を起点・終点とする一般県道。

## 概要
大涌谷から早雲山を経て小涌谷へ至るルートであり、大涌谷 - 早雲山間は谷を迂回するため、直行する箱根ロープウェイと比べかなりの遠回りとなる。
元々は1937年（昭和12年）、駿豆鉄道（現・伊豆箱根鉄道）が私営の有料道路として完成させた路線であり、現在の県道735号にあたる区間（大涌谷 - 湖尻）とあわせて小涌谷 - 大涌谷 - 湖尻間を早雲山線と称していた。その後箱根山戦争による紆余曲折を経て、1961年（昭和36年）10月10日付で県道化され現在に至る。
早雲山の地すべり地の末端である須沢一帯を横断することから、地すべりセンサーが異常を示した場合、通行止めとなることがある（例：2019年令和元年東日本台風災害）。
- 全長：6.3km
- 起点：足柄下郡箱根町仙石原 大涌谷（神奈川県道735号大涌谷湖尻線接続）
- 終点：足柄下郡箱根町小涌谷 信号無交差点（国道1号接続）

## 通過する自治体
- 神奈川県
  - 足柄下郡箱根町

## 経路および交差・接続する道路・河川・鉄道路線
- 足柄下郡箱根町
  - 大涌谷（神奈川県道735号大涌谷湖尻線）
  - 立体交差（箱根ロープウェイ）
  - 信号無交差点（仙石原・台ヶ岳山麓）（神奈川県道735号大涌谷湖尻線）
  - 立体交差（箱根登山ケーブルカー）
  - 早雲橋（須沢）
  - 信号無交差点（小涌谷）（国道1号）

## 重複区間
- 大涌谷 - 信号無交差点（仙石原・台ヶ岳山麓）（神奈川県道735号大涌谷湖尻線）

## 周辺の施設・地理
- 大涌谷
- 大涌谷駅
- 台ヶ岳
- 上湯温泉
- 早雲山駅
- 早雲山
- 箱根小涌園